# Skomakarprinsen
Skomakarprinsen är en svensk film från 1920 i regi av Hjalmar Davidsen.

## Om filmen
Filmen premiärvisades 26 januari 1920 i Köpenhamn med svensk premiär 23 februari 1920 i Stockholm och Göteborg. Filmen spelades in vid Palladiumfilms ateljéer i Hellerup Danmark. Som förlaga har man Ludvig Holbergs pjäs Jeppe paa Bjerget (Jeppe på berget) som uruppfördes på Teatern i Lille Grønnegade i Köpenhamn 1722. Pjäsen har senare fungerat som förlaga till de svenska filmerna Loffe som miljonär 1948 och Jeppe på berget 1995.

## Rollista
- Carl Alstrup – Henrik XXI och skomakare Karlsson (dubbelroll)
- Maja Cassel – Prinsessan Charlotte
- Viking Ringheim – August, kammartjänare
- Oda Larsen – Amalia Karlsson, skomakarhustru